# Ирина Пивоварова
Ирина Пивоварова е съветска илюстраторка, поетеса и писателка на произведения в жанра детска литература.

## Биография и творчество
Ирина Михайловна Пивоварова е родена на 3 март 1939 г. в Москва, СССР, в лекарско семейство. От дете се увлича по изкуствата. След гимназията учи приложно изкуство в Московския текстилен институт. След дипломирането си работи като декоратор за киностудия Мосфилм.
Омъжва се за илюстратора Виктор Пивоваров. Започва да пише произведения за деца – разкази и стихове. Става известна, когато произведенията ѝ са публикувани в популярното детско списание „Весёлые картинки“.
Най-известните ѝ произведения са повестите „Три минус или произшествие в V „а“, „Рассказы Люси Синицыной, ученицы третьего класса“, „Старчето с карираните панталони“.
Ирина Пивоварова умира на 10 август 1986 г. в Москва.

## Произведения

### Повести и разкази
- Бабушка
- Бегемотики
- Важные дела
- Гостеприимный крот Шуточное стихотворение
- Два очень смелых кролика
- Ежовый тулупчик Шуточное стихотворение
- Ёжик
- Заяц Шуточное стихотворение
- Крошка пони у врача
- Лев Шуточное стихотворение
- Лишь бы песни петь
- Морские звезды
- Мышь и паучок
- Одна лошадка белая
- Осенний клад
- Пони на перроне
- Про сверчка, мышь и паучка
- Простой секрет
- Разговор с сорокой
- Рисунок
- Рассказы Люси Синицыной, ученицы третьего класса
- Рассказы Павлика Помидорова, брата Люси Синицыной
- Старичок в клетчатых брюках
Старчето с карираните панталони, изд.: ИК „Отечество“ (Библиотека „Смехурко“), София (1983), прев. Пенчо Чернаев
- Тихое и звонкое
- Тройка с минусом, или Происшествие в 5 „А“
Три минус или произшествие в V „а“, изд.: „Народна младеж“, София (1980), прев. Чавдар Чендов
- Улитка
- Филин
- Что рождается в ночи
- Я тороплюсь...

### Сборници
- О чём думает моя голова – разкази и повести, автобиографична
- Однажды Катя с Манечкой – разкази и повести
- Жила-была собака – стихотворения
- Венок из колокольчиков – стихотворения
- Хочу летать – стихотворения
- Лесные разговоры – стихотворения
- Потерялась птица в небе – стихотворения
- Только для детей – стихотворения

### Екранизации
- 1974 Бим, Бам, Бом и волк – мултфилм, сценарий
- 1977 Одна лошадка белая – мултфилм
- 1978 Жирафа и очки – мултфилм, сценарий
- 1978 Весёлая карусель № 10 Посылка – мултфилм
- 1985 Старая лестница – мултфилм
- 1988 Потерялась птица в небе
- 1996 Весёлая карусель № 30 Тайна